# Trithemis dorsalis
Trithemis dorsalis е вид водно конче от семейство Libellulidae. Видът не е застрашен от изчезване.

## Разпространение и местообитание
Разпространен е в Ангола, Демократична република Конго, Замбия, Зимбабве, Кения, Лесото, Мозамбик, Свазиленд, Танзания, Уганда и Южна Африка.
Обитава гористи местности, места със суха почва, храсталаци и савани в райони с тропически и субтропичен климат.